# La Cuba
|  | Per a altres significats, vegeu «Cuba (desambiguació)». |

La Cuba és un municipi de la província de Terol, es troba a la comarca del Maestrat aragonès. El 2023 tenia 51 habitants.